# El Mazo (Allande)
El Mazo (en eonaviego, El Mazu) es un lugar perteneciente a la parroquia de Pola de Allande, en el concejo de Allande, comarca del Narcea, Principado de Asturias, España.